# Biographical Directory of the United States Congress
Biographical Directory of the United States Congress („Repertoriul biografic al Congresului Statelor Unite”) este un dicționar biografic al tuturor membrilor prezenți și anteriori ai Congresului Statelor Unite ale Americii și ai predecesorului acestuia, Congresul Continental. De asemenea, sunt incluși în acest repertoriu și delegații din teritorii, din Washington, D.C. și comisarii rezidenți din Filipine și Puerto Rico.